# Synagoga w Modliborzycach
Synagoga w Modliborzycach – synagoga z XVIII w. znajdująca się w Modliborzycach, przy ulicy Zamkowej 1.

## Historia
Synagogę zbudowano około 1760. Poza nią w Modliborzycach funkcjonowało jeszcze prawdopodobnie 5 innych domów modlitwy. Frekwencja w tych domach modlitwy oraz w synagodze w dni szabasowe oraz świąteczne wynosiła ok. 550 osób.
W czasie okupacji miejscowych Żydów wywieziono, a budynek został całkowicie zdewastowany i splądrowany przez hitlerowców. Po wojnie, na mocy postanowienia Sądu Powiatowego w Janowie Lubelskim z dnia 14 sierpnia 1957 całą nieruchomość nabył Skarb Państwa drogą zasiedzenia. Przez kolejne dwadzieścia lat synagoga była powierzchownie wzmacniana i zabezpieczana. W latach 1957–1965 obiekt odremontowano z przeznaczeniem na gminny ośrodek kultury. W czasie remontu zatarto jednak zupełnie ślady pierwotnego przeznaczenia budynku, choć zrekonstruowano wygląd elewacji oraz dach.
W 1994 właścicielem nieruchomości stała się Gmina Modliborzyce. Obecnie, po kolejnym remoncie, w budynku synagogi mieści się Gminny Ośrodek Kultury w Modliborzycach.

## Architektura
Budynek murowany z kamienia na planie prostokąta o zaokrąglonych narożach. Nakryty dachem półszczytowym, krytym gontem, z parami lukarn nisko osadzonych w obu głównych połaciach. Oryginalnie ukształtowana jest frontowa ściana zachodnia: dwukondygnacyjna fasada posiada na piętrze biegnącą przez całą szerokość ściany loggię o czterech przysadzistych kolumnach, podtrzymujących belkowanie. Do loggii prowadzą zewnętrzne boczne schody, zaś z niej wejście wiodło do dawnego babińca na piętrze. Ściany boczne podzielone lizenami na trzy pola z wysoko umieszczonymi, półkoliście zamkniętymi od góry otworami okiennymi o szerokich, wydatnych opaskach. W środkowym polu drzwi wejściowe. Od wschodu do synagogi przylega dwukondygnacyjna przybudówka, kryta osobnym dachem. Główna sala modlitewna poprzedzona sienią, nad którą na piętrze znajdował się babiniec, ma kształt kwadratu. Nie zachowały się żadne elementy wyposażenia.